# ABC (Turfy Gang en Mr. Polska)
ABC is een lied van de Nederlandse popgroep Turfy Gang en rapper Mr. Polska in samenwerking met producer La$$a. Het werd in 2022 als single uitgebracht.

## Achtergrond
ABC is geschreven door Joris van Oostveen, Koen Veth en D. Groot en geproduceerd door La$$a. Het is een nederhoplied waarin de artiesten zingen over het gebruik van drugs. Het nummer was voor Turfy Gang de opvolger van succeslied Buren en voor Mr. Polska is het zijn eerste Nederlandstalige single in twee jaar tijd, waar hij meer in het Pools rapt anno 2022. De single heeft in Nederland de gouden status.

## Hitnoteringen
De artiesten hadden bescheiden succes met het lied; er stond enkel genoteerd in de Single Top 100. Het kwam daar tot de 43e plaats en stond vier weken in de lijst.